# Cheviot (fårras)

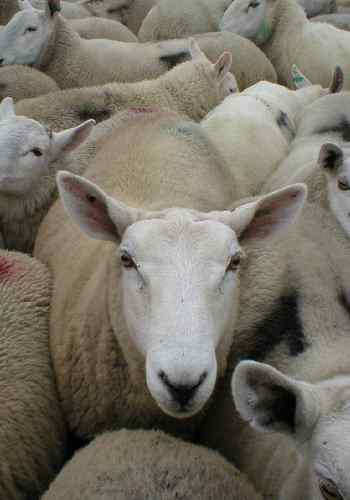
Cheviotfår i Skottland

Cheviot är en fårras som har fått sitt namn efter en bergskedja i Skottland. Rasen förekommer främst på brittiska öarna, men det finns även mindre populationer i Australien, Nya Zeeland och USA.
Cheviotfåren är av medelstorlek med baggar på omkring 80 kg och tackor omkring 40 kg.
Under 1800-talet blev rasen mycket vanlig eftersom dess ull ansågs idealisk för tillverkning av tweed. Idag betraktas rasen som både en köttras och en pälsras. Rasen Montadale är en korsning av Cheviot och Columbia. Cheviot har även använts som utgångspunkt för många nutida fårraser. 